# 이스트레마두라주
이스트레마두라주(포르투갈어: Estremadura)는 중세 시대부터 1976년까지 존재한 과거 포르투갈의 주다.
헤콩키스타가 도루강 남쪽으로 이뤄지면서 정복한 땅이라는 의미에서 "도루강 건너편 끝"을 뜻하는 라틴어 Extrema Durii에서 이름이 유래하였다. 헤콩키스타가 남쪽으로 확대되면서 이스트레마두라라는 개념 또한 확장하여 15세기 경 대략 오늘날의 리스본, 레이리아, 세투발에 해당하는 지방을 일컫게 되었다. 이스타두 노부 수립 이후인 1936년 행정 구역 조정으로 기존 이스트레마두라주에서 히바테주주와 베이라리토랄주 일부가 분리되었다. 1936년 개편 이후 실질적인 행정 구역으로써의 역할은 미미하였으며, 1976년 개헌으로 포르투갈에서 행정 구역으로써의 주가 폐지됨에 따라 공식적으로 폐지되었다.
이스트레마두라라는 이름은 2009년까지 포르투갈 와인 지역 분류명으로도 쓰였으나, 리스본 와인 지역으로 개칭하며 사라졌다.